# 都筑なつる
都筑 なつる（つづき なつる）は日本の女性声優。主にアダルトゲームに声をあてている。

## 出演作品
太字は主役・メインキャラクター

### ゲーム

#### 2008年
- つよいもよわいも 強妹×弱妹（小野寺美樹）[1]
- NOZOKI魔 〜ファイナル〜（夏浦なぎさ）[2]
- 美脚性奴会長 亜衣「こ、この変態! 私のタイツになんてことを……!」（白倉瑞希）

#### 2009年
- キミベタ 〜キミをベタベタにさせてあげる〜（森本司）[3]
- 催眠学級（南郷潤）[4]

#### 2010年
- サクリファイス 〜捨牌の行方〜（弓削箙）
- 美脚隷嬢優奈「脚もお尻もこんなに穢すなんて・・・・・・絶対に許さない!」（松蔵・ナターシャ・フェージン）[5]
- 人妻巨乳三姉妹（京極紗江）[6]

#### 2011年
- 巨乳トライ! -短期集中乳揉みレッスン-（ジョゼット・カリシオ）[7]
- 電脳侵犯・キサラギ参事官「もうこれ以上、私の中に入ってくるな!」（リンダ）[8]